# Der heilige Berg
Der heilige Berg is de enige opera die Christian Sinding voltooide. Hij nam een libretto van Dora Duncker en schreef er in drie jaar tijd een opera in 3 aktes bij. 
De rolverdeling is:
- Dion (een puber)
- Daphne (zijn vriendin)
- Myrrha (moeder van Dion)
- Sophronius (prior)
- Philemon  (kluizenaar}
- Phokas (monnik)
- een wandelaar

Het verhaal over de almachtige liefde en speelt zich af in de 19e eeuw rond de berg Athos in Griekenland. Het gaat om de liefde tussen Dion en Daphne
De Noorse krant Aftenposten maakte melding van deze opera op 3 juli 1912. Johan Halvorsen wilde de opera wel uitvoeren in “zijn” Nationaltheatret, maar Sinding wilde liever een Duitse première, gezien het feit dat de opera in het Duits geschreven is.  Voor een uitvoering moest de componist en het publiek wachten tot 19 april 1914, toen de opera drie keer werd uitgevoerd in Dessau. Sinding hoopte op meerdere uitvoeringen maar de Eerste Wereldoorlog gooide roet in het eten. De Noren moesten wachten tot 16 november 1931, ze kregen er toen wel de beroemde zangeres Kirsten Flagstad bij.